# Opel Olympia Rekord
L'Opel Olympia Rekord est une automobile du constructeur allemand Opel, la première génération de l'Opel Rekord produite de 1953 à 1957 en deux portes (coach), découvrable (cabrio-limousine) et break. Elle était motorisée par un 4 cylindres de 40 CV (DIN). Modèle du renouveau d'après-guerre remplaçant l'Opel Olympia, elle fut la deuxième voiture la plus vendue en Allemagne après la Volkswagen Coccinelle.

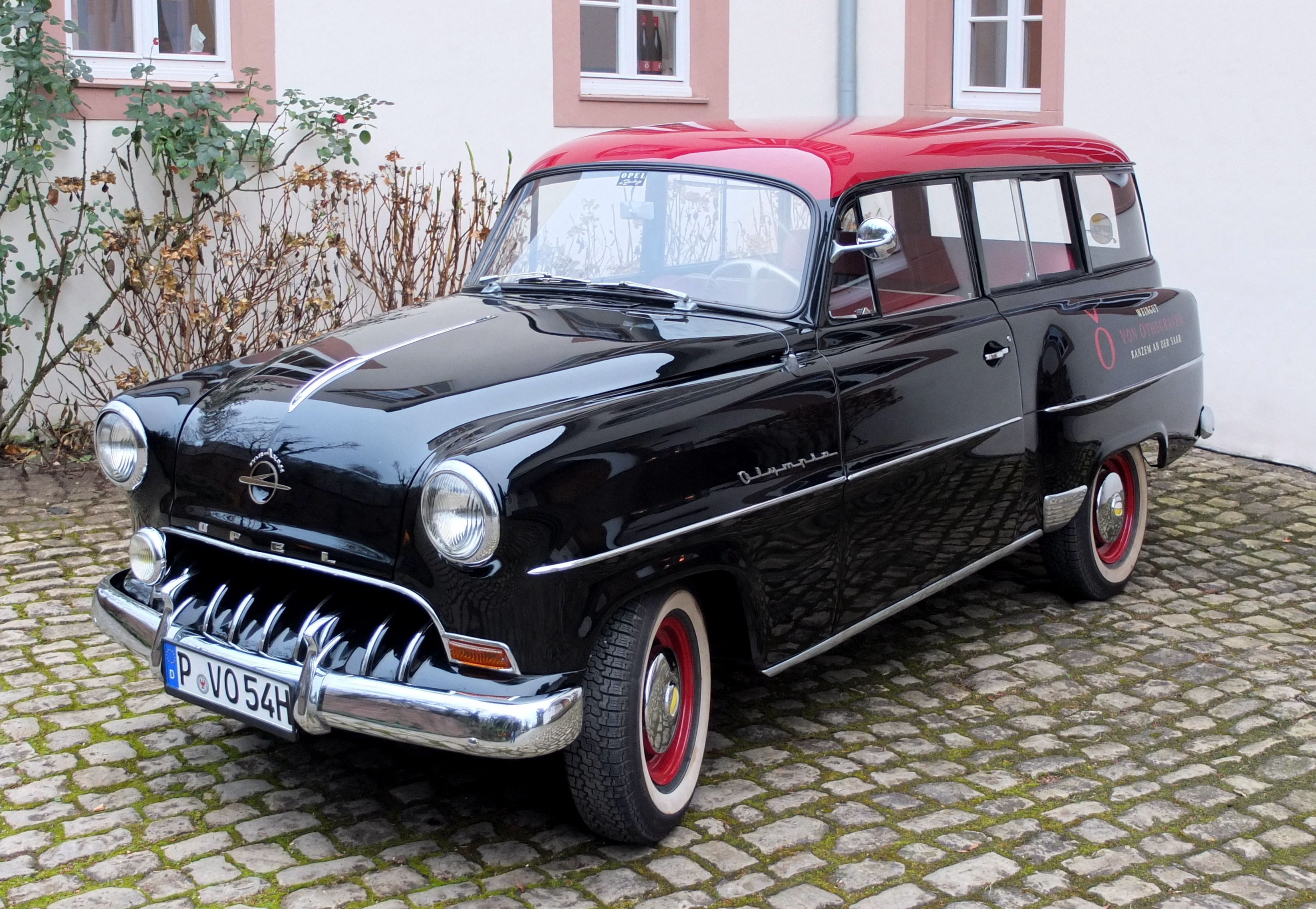
Opel Olympia Rekord Caravan (1954).

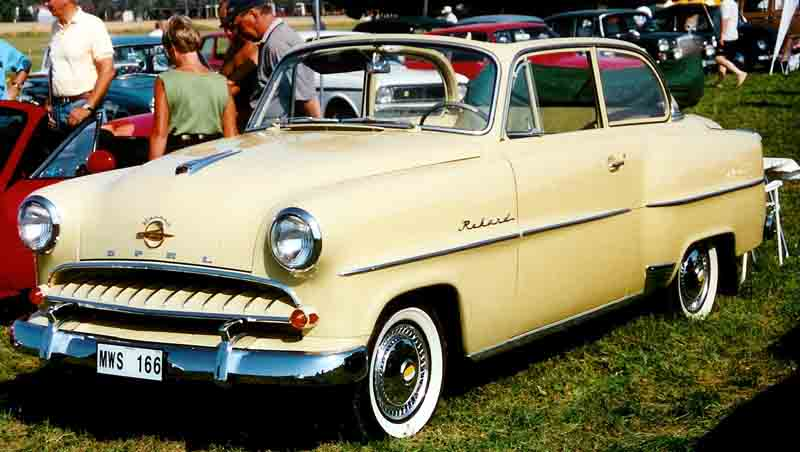
Opel Olympia Rekord découvrable (1955).

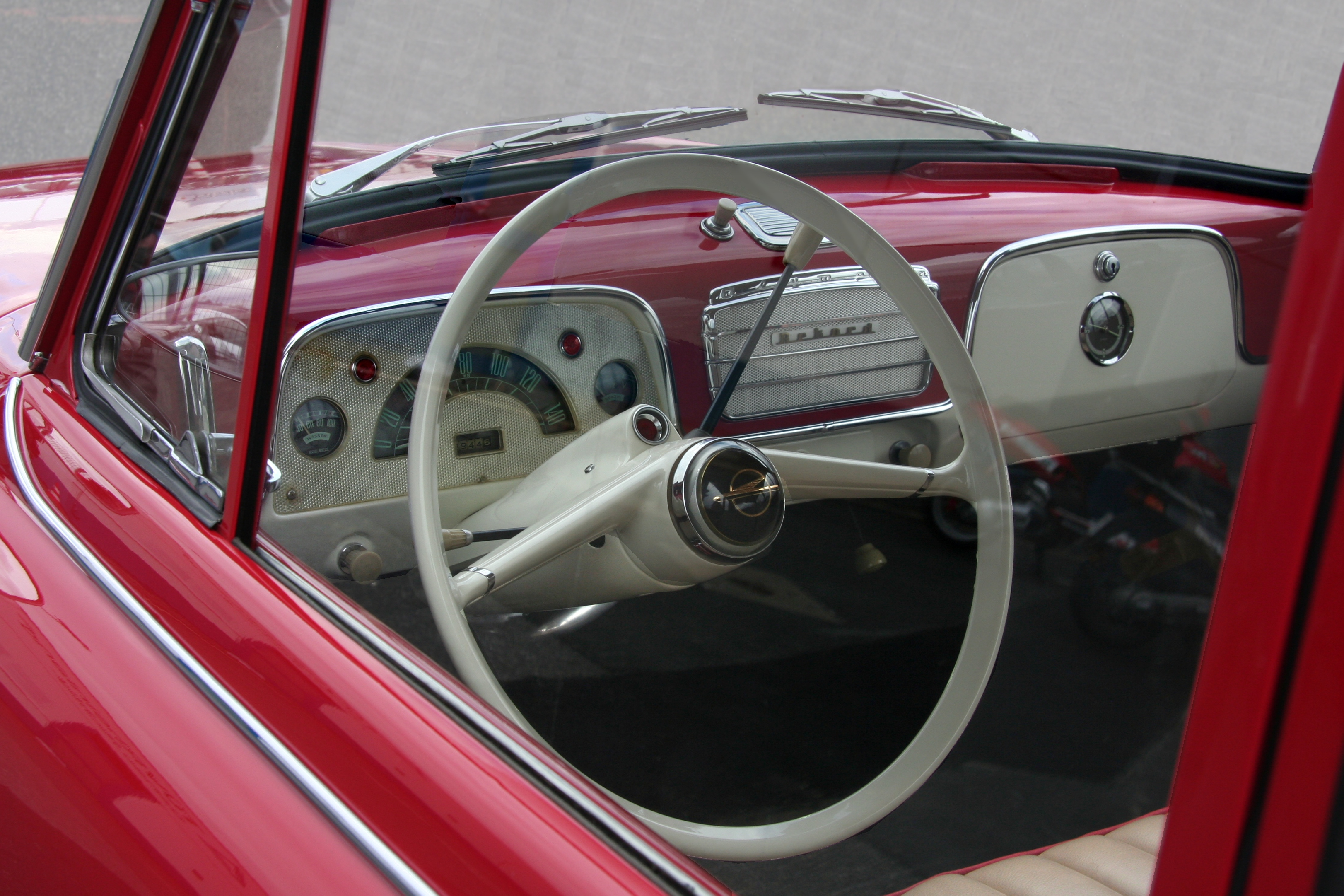
Volant 1957

Les innovations les plus substantielles de l'Olympia Rekord sont la carosserie de type ponton à l'américaine avec de nombreux accessoires en matière chromés, une boîte de vitesses partiellement synchronisée, ainsi qu'un châssis amélioré.